# Matte Smets
Matte Smets (Bilzen, 4 januari 2004) is een Belgisch voetballer die sinds de zomer van 2024 onder contract ligt bij KRC Genk.

## Clubcarrière

### Jeugd
Smets begon zijn jeugdopleiding bij Bilzerse VV, de club waar zijn vader ook had gespeeld. Al gauw maakte hij de overstap naar KRC Genk, waar hij acht jaar speelde. Toen hij er in 2018 werd doorgestuurd, vond hij onderdak bij STVV. In mei 2022 ondertekende hij zijn eerste profcontract bij de club.

### STVV
Op 7 oktober 2022 maakte Smets zijn officiële debuut in het eerste elftal van de club: op de elfde competitiespeeldag liet trainer Bernd Hollerbach hem tijdens de 2-0-nederlaag tegen Antwerp FC in de 87e minuut invallen voor Shinji Okazaki. Na nog een invalbeurt van een dik kwartier tegen Club Brugge twee weken later liet Hollerbach hem op 27 december 2022, in de eerste competitiewedstrijd van STVV na de WK-break, tegen Zulte Waregem starten als centrale verdediger.
Vanaf februari 2023 wist Smets, die een deel van zijn opleiding genoot als verdedigende middenvelder, een basisplaats te bemachtigen als centrale verdediger in de driemansdefensie van coach Hollerbach. Ook onder diens opvolger Thorsten Fink bleef Smets, die in de zomer van 2023 zijn contract bij STVV verlengde tot 2026, een vaste waarde in de defensie van de Truienaars.
Op 30 juli 2023 was Smets een van de vier Limburgers afkomstig uit de jeugdopleiding van STVV die op de openingsspeeldag aan de aftrap stonden tijdens de competitiewedstrijd tussen STVV en Standard Luik, die de Truienaars met 1-0 wonnen. Rein Van Helden, Mathias Delorge en Jarne Steuckers kregen dat seizoen, net als Smets, veel speelminuten van trainer Fink. Smets spande evenwel de kroon: hij miste dat seizoen geen minuut in de competitie of de Beker van België. In het najaar van 2023 was Smet, die in september 2023 zijn intrede maakte in de top 100 van de Golden Boy Award, al de enige tienerveldspeler in de tien grootste Europese competities die nog geen minuut had gemist in het seizoen 2023/24. Pas op de voorlaatste speeldag van de Europe play-offs slikte hij zijn eerste gele kaart van het seizoen.
In januari 2024 leek Smets op weg naar KAA Gent, dat al snel een akkoord op clubniveau vond met STVV. Smets nam het aanbod in overweging, maar koos er uiteindelijk voor om het seizoen uit te doen bij STVV. Na afloop van de reguliere competitie van het seizoen 2023/24 werd Smets door de STVV-supporters verkozen tot Kanarie van het jaar. Op het Gala van de Profvoetballer van het Jaar eindigde Smets tweede in de categorie Nieuwsblad Talent of the Season, hoewel hij evenveel punten sprokkelde als winnaar Bilal El Khannouss.

### KRC Genk
Nog voor het einde van het seizoen 2023/24 raakte bekend dat RSC Anderlecht en KRC Genk hun zinnen hadden gezet op Smets. Ook vanuit het buitenland was er interesse voor Smets. Op 22 juni 2024 maakte KRC Genk bekend dat Smets een vierjarig contract had ondertekend bij z'n ex-club, waar hij al acht jaar bij de jeugd had gespeeld. Eerder die maand hadden ook al Jarne Steuckers en trainer Thorsten Fink de overstap gemaakt van STVV naar Genk. STVV reageerde gepikeerd op het feit dat Smets uitgerekend voor provinciegenoot Genk koos en stuurde een persbericht de wereld in met een afbeelding van Smets afgebeeld als Romeinse keizer, met daarboven de uitspraak tu quoque, fili mi?.
Op 28 juli 2024 maakte hij zijn officiële debuut voor Genk: op de openingsspeeldag van de Jupiler Pro League mocht hij meteen 90 minuten spelen tegen Standard Luik (0-0-gelijkspel).

## Clubstatistieken
| Seizoen         | Club            | Land            | Competitie      | Competitie | Competitie | Beker | Beker | Supercup | Supercup | Europees | Europees | Totaal | Totaal |
| Seizoen         | Club            | Land            | Competitie      | Wed.       | Dlp.       | Wed.  | Dlp.  | Wed.     | Dlp.     | Wed.     | Dlp.     | Wed.   | Dlp.   |
| --------------- | --------------- | --------------- | --------------- | ---------- | ---------- | ----- | ----- | -------- | -------- | -------- | -------- | ------ | ------ |
| 2022/23         | STVV            | Vlag van België | Eerste klasse A | 14         | 0          | 2     | 0     | —        | —        | —        | —        | 16     | 0      |
| 2023/24         | STVV            | Vlag van België | Eerste klasse A | 40         | 0          | 2     | 0     | —        | —        | —        | —        | 42     | 0      |
| 2024/25         | KRC Genk        | Vlag van België | Eerste klasse A | 35         | 0          | 5     | 0     | —        | —        | —        | —        | 40     | 0      |
| Carrière totaal | Carrière totaal | Carrière totaal | Carrière totaal | 89         | 0          | 9     | 0     | 0        | 0        | 0        | 0        | 98     | 0      |

Bijgewerkt op 30 april 2025.

## Interlandcarrière

### Jeugdelftallen
Smets maakte in november 2023 zijn debuut voor België –20, waar hij onder leiding van Thomas Vermaelen twee interlands tegen Frankrijk –20 speelde. In het najaar van 2023 mocht hij ook al proeven van de nationale beloften, al moest hij wel tot 4 juni 2024 wachten op zijn eerste U21-cap. In het 2-2-gelijkspel tegen Marokko, waarin Smets een van de drie STVV-spelers aan de aftrap was, opende hij kort voor de rust de score.

### Rode Duivels
Op 4 oktober 2024 werd Smets door bondscoach Domenico Tedesco voor het eerst geselecteerd voor de Rode Duivels voor de UEFA Nations League-wedstrijden tegen Italië en Frankrijk. Hij was naast Cyril Ngonge, Malick Fofana en Maarten Vandevoordt een van de vier nieuwe gezichten. Smets kwam tijdens deze interlands niet in actie. In november werd Smet weer opgeroepen voor de wedstrijden tegen Italië en Israël. Tegen Italië kwam hij nog niet in actie, maar tegen Israël debuteerde hij. Hij verving bij de rust Zeno Debast. Smets voetbalde in het slot van de wedstrijd slecht uit waardoor Israël de 1-0 kon scoren. Ook Killian Sardella en Norman Bassette vierden hun debuut in deze wedstrijd.

## Interlands
| Interlands van Matte Smets voor België | Interlands van Matte Smets voor België | Interlands van Matte Smets voor België | Interlands van Matte Smets voor België | Interlands van Matte Smets voor België | Interlands van Matte Smets voor België |
| No.                                    | Datum                                  | Wedstrijd                              | Uitslag                                | Soort Wedstrijd                        | Doelpunten                             |
| Als speler bij KRC Genk                | Als speler bij KRC Genk                | Als speler bij KRC Genk                | Als speler bij KRC Genk                | Als speler bij KRC Genk                | Als speler bij KRC Genk                |
| -------------------------------------- | -------------------------------------- | -------------------------------------- | -------------------------------------- | -------------------------------------- | -------------------------------------- |
| 1.                                     | 17 november 2024                       | Israël – België                        | 1 – 0                                  | UEFA Nations League 2024/25            | -                                      |
| Totaal                                 | Totaal                                 | Totaal                                 | Totaal                                 | Totaal                                 | 0                                      |

Bijgewerkt t/m 17 oktober 2024.